# Метилциклогексан
Метилциклогексан (гексагидротолуол) — органическое вещество класса циклоалканов с химической формулой C7H14.

## Строение
По своему строению метилциклогексан относится к моноциклическим углеводородам со средним размером цикла. Он представляет собой циклогексан, у которого один атом водорода замещён метильной группой. 
Данное вещество существует в конформации кресла. Такая конформация наиболее симметрична, и каждый атом углерода в цикле имеет по две неэквивалентные связи C−H. Связи, которые расположенный параллельно вертикальной оси симметрии третьего порядка — аксиальные, а те, что ориентированы под углом 109,5° относительно оси — экваториальные. В равновесной смеси конформаций данного соединения 95% молекул находится в экваториальной конформации, а остальные — в аксиальной.

## Свойства
Метилциклогексан — бесцветная жидкость с температурой кипения 101 °С, температурой плавления −126,3 °С и плотностью 0,77 г/см3.
По химическим свойствам гексагидротолуол похож на алкан. Он может вступать в реакции галогенирования, нитрования, сульфохлорирования и др. В реакции окисления вступает только в жёстких условиях, образуя соответствующий циклический спирт, кетон или дикарбоновую кислоту (в случае разрыва цикла). В присутствии катализаторов дегидрируется с образованием толуола:
{\displaystyle {\mathsf {C_{6}H_{11}CH_{3}{\xrightarrow[{}]{t,p,Ni}}C_{6}H_{5}CH_{3}+3H_{2}}}.}

## Получение
Углеводород был впервые получен в 1876 году Ф. Р. Вреденом путём гидрирования толуола иодоводородом.
Метилциклогексан содержится в нефтепродуктах и выделяется из них в промышленном масштабе. Также возможно его получение каталитическим гидрированием толуола:
{\displaystyle {\mathsf {C_{6}H_{5}CH_{3}+3H_{2}{\xrightarrow[{}]{t,p,Ni}}C_{6}H_{11}CH_{3}}}.}